# Fysiologanalytiker
Fysiologanalytiker är en informell men lättanvänd benämning på BMA med inriktning klinisk fysiologi. 
En fysiologanalytiker jobbar vanligtvis på en klinisk fysiologisk avdelning men kan även arbeta inom nuklearmedicin, klinisk neurofysiologi eller idrottsmedicin. Arbetet innebär att med fysiologiska mätmetoder utreda funktionen av olika organ i kroppen för att utesluta eller påvisa sjukdom. Vanliga system som undersöks är hjärta, blodkärl, njurar, urinvägar och mag-tarmkanalen.
I många andra länder saknas motsvarande generella yrkestitel, vanligen har man istället specifika yrkestitlar för undersökningar inom området (en. sonographer, Cardiovascular technologist , vascular scientist).

## Undersökningsmetoder där fysiologanalytiker är inblandade
- arbetsprov
- ekokardiografi
- EEG
- Elektrokardiografi
- EMG
- lungfunktionsundersökningar
- myocardscintografi
- renografi
- urodynamik
- kärlsonografi

## Sverige
I Sverige är utbildningen till fysioloanalytiker tre år lång (kandidatexamen), men det är även möjligt att läsa ett fjärde för att få magisterexamen. Utbildningen är lik en vanlig biomedicinsk analytikerutbildning; skillnaden är att man i ett tidigt stadium av utbildningen riktar in sig mot fysiologi och speciellt fysiologi i ett kliniskt perspektiv.
I dagsläget är utbildningens framtid starkt hotad, då högskoleverket har bestämt sig att de två tidigare inriktningarna ska slås ihop och bli en enda.  Detta har inneburit att många lärosäten har valt att antingen lägga ner inriktningen mot klinisk fysiologi, eller integrera det i den generella utbildningen fast i mycket mera undanskymd roll. 
Många av undersökningarna utförs självständigt, där läkare endast kontrollerar och skriver svar på undersökningen. Ett flertal biomedicinska analytiker här även fått delegering för att helt eller delvis skriva egna utlåtanden.